# Blood (album This Mortal Coil)
Blood, trzecia płyta formacji This Mortal Coil, wydana w 1991 r. przez wytwórnię 4AD.

## Spis utworów i wykonawców
1. The Lacemaker (śpiew: Caroline Crawley i Deirdre Rutkowski; muzyka: Ivo Watts-Russell)
2. Mr. Somewhere (śpiew: Caroline Crawley; muzyka: Jon Turner)
3. Andialu (śpiew: Alison Limerick; muzyka; Ivo Watts-Russell, John Fryer)
4. With Tomorrow (śpiew: Deirdre Rutkowski; muzyka: Jon Turner)
5. Loose Joints (muzyka: Ivo Watts-Russell)
6. You and Your Sister (śpiew: Kim Deal, Tanya Donelly; muzyka: Jon Turner)
7. Nature's Way (śpiew: Alison Limerick, Deirdre Rutkowski)
8. I Come and Stand at Every Door (śpiew: Louise Rutkowski, Deirdre Rutkowski, Tim Freeman; muzyka: Ivo Watts-Russell)
9. Bitter (śpiew: Ikuko Kozu, Alison Limerick, Deirdre Rutkowski; muzyka: Ivo Watts-Russell)
10. Baby Ray Baby (śpiew: Deirdre Rutkowski; muzyka: Ivo Watts-Russell)
11. Several Times (śpiew: Deirdre Rutkowski; muzyka: Pieter Nooten)
12. The Lacemaker II (muzyka: Ivo Watts-Russell)
13. Late Night (śpiew: Caroline Crawley; muzyka i słowa: Syd Barrett)
14. Ruddy and Wretched (śpiew: Anne Garrigues, muzyka: Ivo Watts-Russell)
15. Help Me Lift You Up (śpiew: Caroline Crawley, Deirdre Rutkowski; myzuka: Jon Turner)
16. Carolyn's Song (śpiew: Deirdre Rutkowski)
17. D.D. and E[3] (śpiew: Deirdre Rutkowski; muzyka Ivo Watts-Russell)
18. Till I Gain Control Again (śpiew: Heidi Berry, Louise Rutkowski, Deirdre Rutkowski)
19. Dreams Are Like Water (śpiew: Deirdre Rutkowski; muzyka: Ivo Watts-Russell)
20. I Am the Cosmos (śpiew: Dominic Appleton, Deirdre Rutkowski; muzyka: Jon Turner)
21. (Nothing But) Blood (śpiew: Deirdre Rutkowski; muzyka: Ivo Watts-Russell)